# Покорни, Херманн
Херманн Покорни (Hermann Pokorny, 1882, Кромержиж — 1960, Будапешт) — венгерский военный деятель.

## Биография
По происхождению австрийский немец. Родился в моравском городе Кромержиж, где его отец был почтмейстером.
В 1900 году начал службу в австро-венгерской армии. Офицер генерального штаба. Специализировался на России, выучил русский язык, в 1912 провел в России несколько месяцев.
Во время первой мировой войны заведовал службой перехвата и расшифровки русских радиограм. Ко времени окончания войны имел чин подполковника. Участвовал в мирных переговорах в Бресте.
После распада Австро-Венгрии оптировался в пользу Венгрии. Служил в венгерской армии.
В июле-октябре 1920 был командирован в белый Крым, чтобы информировать венгерское руководство о положении армии Врангеля.
В 1935 году был уволен на пенсию.
В 1945 г. работал в ставке маршала Малиновского. Затем работал в министерстве иностранных дел Венгрии.
Скончался в Будапеште в 1960 году.